# Xysticus mulleri
Xysticus mulleri är en spindelart som beskrevs av Lawrence 1952. Xysticus mulleri ingår i släktet Xysticus och familjen krabbspindlar. Inga underarter finns listade i Catalogue of Life.